# کوه رنودا
کوه رنودا (به انگلیسی: Mount Rhondda) یک کوه در کانادا است که در آلبرتا واقع شده‌است. کوه رنودا ۳٬۰۶۲ متر بالاتر از سطح دریا واقع شده‌است.